# Ralph Packet
Ralph Packet (ur. 17 lipca 1990 w Etterbeek) – belgijski i flamandzki polityk, informatyk i działacz młodzieżowy, poseł do Parlamentu Europejskiego VIII kadencji.

## Życiorys
Kształcił się w zakresie informatyki, ukończył następnie program Digital Arts & Entertainment w Hogeschool West-Vlaanderen. Odbył staż w jednej ze spółek grupy Dassault Systèmes, po czym zajął się pracą jako twórca 3D. Brał udział w projektach CGI dla producentów branży motoryzacyjnej.
Zaangażował się w działalność polityczną w ramach Nowego Sojuszu Flamandzkiego. W latach 2013–2015 kierował Jong N-VA, organizacją młodzieżową swojego ugrupowania. Kandydował w wyborach w 2014 do Europarlamentu. Mandat poselski objął w listopadzie 2018, gdy zrezygnował z niego powołany w skład federalnego rządu Sander Loones. Przystąpił do frakcji Europejskich Konserwatystów i Reformatorów.